# Roni Horn
Roni Horn, född 24 september 1955, är en amerikansk konstnär, som till stor del utvecklat sitt arbete på Island. Hon har beröringspunkter i minimalismen men hennes arbete är även socialt och metafysiskt engagerande.  Hennes produktion består bland annat av skulptur, text och fotografi.
I boken ”Another Water” (2000) visar hon fotografi på floder där utsnittet är rakt ovanifrån, bilderna visar vattnets olika strömmar och färger. Under bilderna finns fotnoter som nämner bland annat självmord i förhållande till floder, filosofiska idéer om vatten och korta berättelser om upplevelser från vatten.